# Sammlung Dieterich

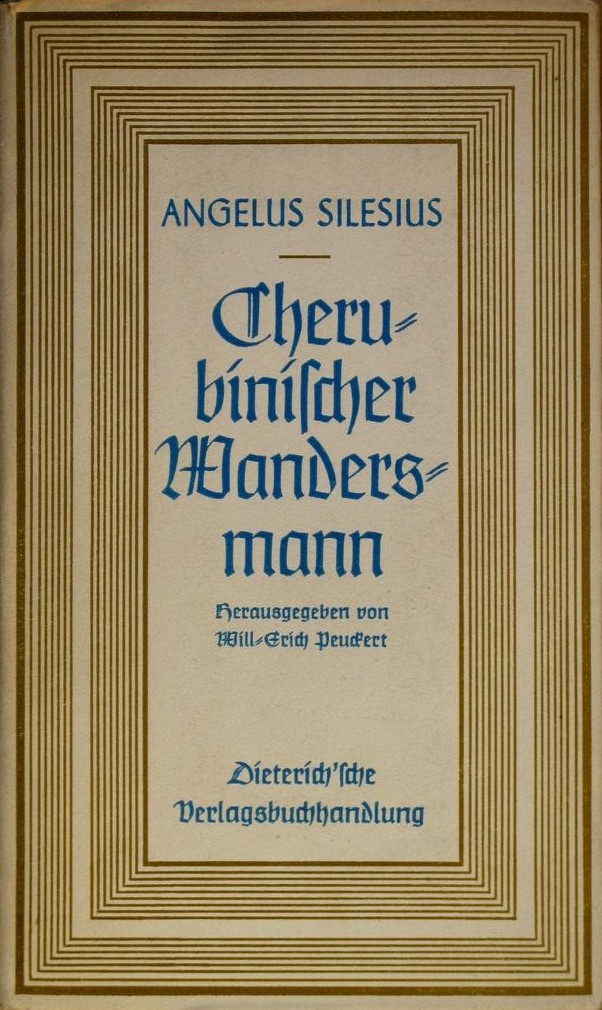
Band 64 der Sammlung Dieterich, 1939

Die Sammlung Dieterich ist eine in der Dieterich’schen Verlagsbuchhandlung erschienene deutschsprachige Buchreihe. Die Reihe wurde 1937 von Wilhelm Klemm gegründet. Sie ist weit gefasst, enthält schwerpunktmäßig kulturgeschichtliche, philosophische, literarische Werke, aber auch solche zu verschiedenen anderen Themen. Sie erschien in Leipzig (Dieterich), Bremen (Schünemann), Wiesbaden (Dietrich).

## Auswahl
- 1 Wolfram von Eschenbach, Parzival. Aus dem Mittelhochdt. übertr. und hrsg. von Wolfgang Spiewok
- 2 Erasmus von Rotterdam: Briefe
- 3 Möser, Justus: Deutsche Staatskunst und Nationalerziehung
- 4 Briefe deutscher Romantiker, Willi Koch (Hrsg.)
- 5 Moltke. Leben und Werk in Selbstzeugnissen. Briefe, Schriften, Reden.
- 6 Jacob Burckhardt, Briefe. Mit einer biograph. Einl. hrsg. von Fritz Kaphahn
- 7 Pascal, Gedanken
- 8 Deutsche Kolonialpolitik in Dokumenten. Gedanken und Gestalten aus den letzten fünfzig Jahren. Herausgegeben und eingeleitet von Dr. Ernst Gerhard Jacob. Geleitwort von Gouverneur a. D. Dr. Heinrich Schnee, Präsident der Deutschen Weltwirtschaftlichen Gesellschaft. (Leipzig 1938)
- 9 Deutschsprachige Erzähler von Sternheim bis Anna Seghers (C. Sternheim – F. C. Weiskopf – L. Frank – E. Wiechert – B. Brecht – H. Marchwitza – L. Turek – J. R. Becher – J. Roth – A. Zweig – E. Claudius – W. Weyrauch – Fr. Werfel – St. Zweig – Fr. Wolf – A. Seghers)
- 10 Hamann, Magus des Nordens. Hauptschriften. Mann, Otto (Hrsg.)
- 11 Waetzoldt, Wilhelm, Schöpferische Phantasie. Essais und Glossen.
- 12 Steffens, Henrik: Was ich erlebte. Hrsg. v. Willi A. Koch
- 13 Homer, Ilias (Thassilo von Scheffer)
- 14 Homer, Odyssee (Thassilo von Scheffer)
- 15 Briefe deutscher Klassiker / hrsg. von Albert Haueis
- 16 Pascal, Vermächtnis eines grossen Herzens : Die kleineren Schriften. Übertr. u. hrsg. v. Wolfgang Rüttenauer
- 17 Aischylos: Tragödien und Fragmente. Verdeutscht von Ludwig Wolde
- 18 La Fayette, Marie Madeleine de: Die Prinzessin von Clèves
- 19 Plautus, Komödien. Übertragen und herausgegeben von Ernst Raimund Leander (Die Zwillinge. Amphitryon. Die Eselskomödie. Das Hausgespenst. Der Maulheld)
- 20 Wörterbuch der Musik (Ernst Bücken)
- 21 Novalis: Romantische Welt : Die Fragmente. Geordnet u. erl. dargeboten v. Otto Mann
- 22 Die französischen Moralisten: La Rochefoucauld. Vauvenargues. Montesquieu. Chamfort / Übers. und hrsg. von Fritz Schalk
- 23 Stevenson, R. L.: Der weite Horizont
- 24 Die Kyprien. Ein hellenisches Epos in zwölf Gesängen. (Thassilo von Scheffer)
- 25 Goethe, Faust und Urfaust (Erl. von Ernst Beutler)
- 26 Gaius Julius Cäsar, Der gallische Krieg. Verdt. und erl. von Viktor Stegemann
- 27 Taschenlexikon der Technik (Eduard A. Pfeiffer-Ringenkuhl)
- 28 Vergil (Publius Vergilius Maro): Hirtengedichte / Vom Landbau. Deutsch von Rudolf Alexander Schröder
- 29 Römische Geisteswelt. Essays über Schrifttum und geistiges Leben im alten Rom (Friedrich Maximilian von Klinger)
- 30 Bismarck: Größe und Grenze seines Reiches. In Selbstzeugnissen u. Berichten v. Zeitgenossen. dargestellt (Fritz Linde)
- 31 Weltgeschichte Europas, I (Hans Freyer)
- 32 Weltgeschichte Europas, II (Hans Freyer)
- 33 Boethius, Trost der Philosophie
- 34 Theophrast, Charaktere (Horst Rüdiger)
- 35 Ovid, Metamorphosen (Thassilo von Scheffer)
- 36 Musikerbriefe, Ernst Bücken (Hrsg.) – von Philipp Emanuel Bach bis zu Richard Strauss
- 37 Schopenhauer-Brevier
- 38 Hesiod, Sämtliche Werke. Dt. von Thassilo von Scheffer. Mit einer Übers. der Bruchstücke aus den Frauenkatalogen hrsg. von Ernst Günther Schmidt
- 39 Vasari, Giorgio: Künstler der Renaissance
- 40 Kierkegaard, Entweder – Oder
- 41 Bernard de Fontenelle, Gespräche im Elysium (Nouveaux Dialogues des Morts, dt.)
- 42 Geschichte der griechischen Literatur, Walther Kranz
- 43 La Bruyère: Die Charaktere oder die Sitten des Jahrhunderts
- 44 Longus, Daphnis und Chloe : ein antiker Hirtenroman. Deutsch von Ludwig Wolde
- 45 Die französischen Moralisten : neue Folge ; Galiani, Fürst von Ligne, Joubert / verdeutscht und hrsg. von Fritz Schalk
- 46 Racine, Jean: Ausgewählte Dramen. Dt. v. Arthur Luther
- 47 Plutarch, Moralia. Verdeutscht u. hrsg. von Wilhelm Ax
- 48 Guy de Maupassant, Pariser Geschichten und andere Erzählungen
- 49 Lateinische Sentenzen. Essays (Reichert, Heinrich G.)
- 50 Marc Aurel: Selbstbetrachtungen
- 51 Briefe des Altertums. Hg. und größtenteils verdeutscht von Horst Rüdiger.
- 52 Winckelmann, Johann Joachim: Ausgewählte Schriften und Briefe
- 53 Seneca, Mächtiger als das Schicksal : ein Brevier
- 54 A. P. Tschechow, Meistererzählungen
- 55 Apuleius, Amor und Psyche. [Deutsch von Arno Mauersberger]
- 56 Englische Kurzgeschichten : Von Scott bis Stevenson. (Hrsg. u. Übers. von Ilse Hecht)
- 57 Fontane oder: Die Kunst, zu leben (Ludwig Reiners)
- 58 Voltaire, Sämtliche Romane und Erzählungen in zwei Bänden
- 59 Voltaire, Sämtliche Romane und Erzählungen in zwei Bänden
- 60 Tacitus, Annalen (Kornemann, Ernst)
- 61 Amerikanische Kurzgeschichten : Von Washington Irving bis Jack Crane. (Hrsg. u. Einleitung von Martin Schulze)
- 62 Pindar, Dichtungen und Fragmente
- 63 Briefe des alten Frankreich / übertr. und hrsg. von Werner Langer
- 64 Angelus Silesius, Cherubinischer Wandersmann
- 65 Jean Paul, Dichtungen. Eingeleitet von Paul Requadt
- 66 Daudet, Alphonse, Briefe aus meiner Mühle : Eindrücke und Erinnerungen
- 67 Henry Thoreau: Walden oder ein Leben in den Wäldern
- 68 Haiku. Japanische Dreizeiler. (Hrsg. u. übers. von Jan Ulenbrook)
- 69 Kivi, Aleksis: Die Sieben Brüder
- 70 Dietrich Wilhelm Soltau: Reinke der Fuchs. Aus dem Niederdeutschen. (Hrsg. u. Nachwort von Kurt Batt)
- 71 Bacon, Francis: Essays
- 72 Michail Ivanovič Rostovcev, Geschichte der alten Welt. Hans Heinrich Schaeder [Übers.] 1: Der Orient und Griechenland
- 73 Michail Ivanovič Rostovcev, Geschichte der alten Welt. Hans Heinrich Schaeder [Übers.] 2: Rom
- 75 G. Ch. Lichtenberg, Tag und Dämmerung : Aphorismen, Schriften, Briefe, Tagebücher. Mit einem Lebensbild hrsg. von Ernst Vincent
- 76 Euripides: Tragödien und Fragmente. Teil 1
- 77 Christoph Martin Wieland: Sokrates Mainomenos oder Die Dialoge des Diogenes von Sinope
- 79 Friedrichs des Großen Gespräche mit Catt (Willy Schüßler, Hrsg.)
- 80 Der Staat : Was Staatsmänner, Politiker und Philosophen über den Staat und seine Probleme gesagt haben (Walter Schätzel)[1]
- 81 Dostojewski-Brevier (Hrsg. Arthur Luther)
- 82 William Shakespeare, Hamlet : englisch und deutsch
- 83 Paracelsus: Die Geheimnisse : ein Lesebuch aus seinen Schriften
- 86 Grosse Frauen des Altertums : im Rahmen zweitausendjährigen Weltgeschehens / Ernst Kornemann
- 87 Das Leben des Lazarillo vom Tormes
- 88 Die griechische Philosophie : zugleich eine Einführung in die Philosophie überhaupt / von Walther Kranz
- 89 Vergil, Aeneis
- 90 Apollonios Rhodios, Argonauten (Thassilo von Scheffer)
- 91 Deutsche Gedichte. Von den Zaubersprüchen bis zur Gegenwart
- 92 Deutsche Prosa, eine Auswahl von Luther bis zur Gegenwart
- 93 Das Leben Michelangelos / Herman Grimm
- 94 Gegenwartslexikon : zeitnahe Ergebnisse der Naturwissenschaft und Technik ; Ein Leseb. in Kurzvorträgen (Rudolf Sängewald)
- 95 A. P. Tschechow, Neue Meistererzählungen
- 96 Deutsche Kunstwerke : beschrieben von deutschen Dichtern / ausgew. und erl. von Wilhelm Waetzoldt
- 97 Die Homerischen Götterhymnen, verdeutscht von Thassilo von Scheffer
- 98 Nonnos, Dionysiaka (Thassilo von Scheffer)
- 99 Wilhelm Flitner, Die Erziehung
- 100 Tacitus, Germania (zweisprachig)
- 101 Essays um Goethe (Ernst Beutler)
- 103 Theodor Storm, Ein rechtes Herz : sein Leben in Briefen
- 104 Die Trobadors : Leben und Lieder (dt. von Franz Wellner)
- 105 Wilhelm Waetzoldt, Italienische Kunstwerke in Meisterbeschreibungen (von Stendhal, Vasari, Goethe, J. Burckhardt, A. W. Schlegel, Kleist, Andersen, H. Taine, Winckelmann, Heinse, Shelley u. a.)
- 106 Charles Dickens: Oliver Twist, (Übersetzt von Kilbel/Marx)
- 107 Gestalten und Reiche : Essays zur alten Geschichte / Ernst Kornemann
- 109 Englische Gedichte aus sieben Jahrhunderten / Levin Ludwig Schücking (Hrsg.)
- 110 Gedichte der Spanier : zweisprachig / eingel., hrsg. und übertr. von Rudolf Grossmann. 1: Vom Mittelalter bis zum Barock
- 111 Gedichte der Spanier : zweisprachig / eingel., hrsg. und übertr. von Rudolf Grossmann. 2: Vom Klassizismus bis zum Modernismus
- 112 Oliver Goldsmith: Der Landpfarrer von Wakefield
- 113 Die Kultur der Griechen (Walther Kranz)
- 114 Schücking, Levin L., Essays über Shakespeare, Pepys, Rossetti, Shaw und anderes.
- 115 Miguel de Cervantes Saavedra: Die beispielhaften Novellen
- 116 Miguel de Cervantes Saavedra: Die beispielhaften Novellen
- 117 Alphonse Daudet, Tartarins von Tarascon wunderbare Abenteuer
- 118 Ludwig Richter, Lebenserinnerungen eines deutschen Malers
- 119 Richard Wagner, Mein Leben
- 120 Richard Wagner, Mein Leben
- 121 A.F. Prévost: Manon Lescault
- 122 Molière, Komödien
- 123 Aksakow, S. T.: Eine Familienchronik
- 124 Französische Erzählungen : von Chateaubriand bis France
- 125 Goethe, Westöstlicher Divan (Ernst Beutler)
- 126 Stendhal: Über die Liebe
- 128 Nikolaus von Kues: Die Kunst der Vermutung. Auswahl aus den Schriften Nikolaus von Cues (Hrsg. u. eingeleitet von Hans Blumenberg)
- 129 Die Apokryphen Schriften zum Neuen Testament (Hrsg. Wilhelm Michaelis)
- 130 Thielicke, Schrey: Glaube und Handeln. Grundprobleme evangelischer Ethik
- 131 Claude Tillier: Mein Onkel Benjamin
- 132 Hans-Christian Andersen: Sämtliche Märchen und Geschichten, Bd. 1, 659 S. (Hrsg. u. eingel. v. Leopold Magon; Übers. Eva-Maria Blühm)
- 133 Hans-Christian Andersen: Sämtliche Märchen und Geschichten, Bd. 2, 707 S. (Hrsg. u. eingel. v. Leopold Magon; Übers. Eva-Maria Blühm)
- 134 Prosper Mérimée: Auserlesene Novellen
- 135 Thackeray, W. M.: Humoristische Erzählungen und Skizzen
- 136 Edmond und Jules de Goncourt: Germinie Lacerteux, (Übers. von Curt Noch)
- 137 Montaigne, Essays
- 138 Denis Diderot: Erzählungen und Gespräche
- 139 A. R. Lesage, Der hinkende Teufel
- 140 Nathaniel Hawthorne: Der scharlachrote Buchstabe
- 141 Horst Gasse: Liebesdichtung der Griechen und Römer, Zweisprachig
- 142 Leskow, Nikolai: Der Weg aus dem Dunkel
- 143 Émile Zola: Erzählungen (Einf. von Herbert Kühn; Übers. Curt Noch)
- 144 Herman Melville: TAIPI, Abenteuer in der Südsee
- 145 Klassische Erzählungen Russlands. Von Puschkin bis Gorki
- 146 Stevenson, Robert Louis: Das rätselvolle Leben. Meistererzählungen
- 147 Guy de Maupassant, Bel-Ami
- 148 Edgar Allan Poe: Meistererzählungen (Übersetzer Christel und Helmut Wiemken)
- 149 Goethe: Maximen und Reflexionen (Hrsg. Walter Hoyer)
- 150 Miguel de Cervantes Saavedra, Der geniale Hidalgo Don Quijote von der Mancha
- 151 Miguel de Cervantes Saavedra, Der geniale Hidalgo Don Quijote von der Mancha
- 152 Ivan Sergeevič Turgenev: Erste Liebe und andere Novellen, 564 S., (Übers. von Ena von Baer)
- 153 Stendhal, Novellen
- 154 Tolstoi, Leo N.: Die Kreutzersonate und andere Erzählungen. (Übers. von Ena von Baer, Nachwort Friedrich Schwarz)
- 155 Gottfried August Bürger: Wunderbare Reisen zu Wasser und zu Lande, Feldzüge und lustige Abenteuer des Freiherrn von Münchhausen, wie er dieselben bei der Flasche im Zirkel seiner Freunde selbst zu erzählen pflegt
- 156 Ivan Sergeevič Turgenev: Das Adelsnest. (Übers. u. Nachw. von Valerian Tornius)
- 157 Adalbert Stifter: Gesammelte Erzählungen, Band 1. (Hrsg. u. eingel. von Walter Hoyer)
- 158 Adalbert Stifter: Gesammelte Erzählungen, Band 2. (Hrsg. u. eingel. von Walter Hoyer)
- 159 Adalbert Stifter: Gesammelte Erzählungen, Band 3. (Hrsg. u. eingel. von Walter Hoyer)
- 160 Herman Melville: Weißjacke oder die Welt auf einem Kriegsschiff.  (Übers. von Barbara Cramer-Nauhaus, Nachwort Utz Riese)
- 161 Daniel Defoe: Glück und Unglück der berühmten Moll Flanders. (Übers. von Martha Erler)
- 162 Wilhelm von Kügelgen, Jugenderinnerungen eines alten Mannes
- 163 Leskow, Nikolai: Am Ende der Welt und andere Meistererzählungen
- 164 Maupassant:  Licht an der Seine. (Übers. und eingel. von Erich Marx)
- 166 Wilhelm Hauff, Die Märchen – Vollständige Ausgabe
- 167 Wilhelm Heinrich Riehl: Geschichten aus alter Zeit, (1864)
- 168 Schöne Fabeln des Altertums : Äsop, Phädrus, Babrios (ausgew. u. übertr. von Horst Gasse)
- 169 Herman Melville: Omu – Wanderer in der Südsee
- 170 Thukydides, Der Peloponnesische Krieg
- 171 Marcus Tullius Cicero, Vom höchsten Gut und vom größten Übel
- 172 Helmut Sembdner (Hrsg.): Heinrich von Kleists Lebensspuren. Dokumente und Berichte der Zeitgenossen
- 174 Kurt Rossmann (Hrsg.): Deutsche Geschichtsphilosophie von Lessing bis Jaspers
- 176 Laurence Sterne, Yoricks Reise des Herzens durch Frankreich und Italien
- 177 Wsewolod M. Garschin, Die Erzählungen
- 178 Quevedo, Francisco de: Leben des Erzgauners Pablos aus Segovia
- 179 Theodor Fontane: Meine Kinderjahre
- 180 Theodor Fontane: Von Zwanzig bis Dreissig. Autobiographisches. (Hrsg., Anmerkungen u. Einleitung von Christfried Coler)
- 181 Balzac, Honoré de: Derbdrollige Geschichten
- 182 Melville, Herman: Billy Budd und andere Erzählungen
- 183 Montesquieu: Grösse und Niedergang Roms; übersetzt und herausgegeben von Lothar Schuckert
- 184 Französische Gedichte aus sechs Jahrhunderten
- 185 Wolfgang Kraus (Hrsg.): Symbole und Signale. Frühe Dokumente der literarischen Avantgarde; Texte von Baudelaire, Poe, Rimbaud, Lautréamont u. Mallarmé.
- 186 Weheklag, Doctor Fausti: Die Volksbücher von D. Johann Faust und Christoph Wagner
- 187 Christliche Daseinsgestaltung (Heinz-Horst Schrey, Helmut Thielicke)
- 188 Rainer Maria Rilke: Die Aufzeichnungen des Malte Laurids Brigge
- 189 Lawrence Sterne: Das Leben und die Ansichten Tristram Shandys
- 190 Herman Melville, Moby Dick oder Der Wal
- 191 Sealsfield, Charles: Das Kajütenbuch
- 192 Carl Arnold Kortum: Die Jobsiade. Ein komisches Heldengedicht in drei Teilen; Leben, Meinungen und Taten von Hieronimus Jobs. (Hrsg. und Nachwort von Curt Noch)
- 193 Benjamin Constant: Adolphe. (Übers. von Margit Voigt)
- 194 Mark Twain: Huckleberry Finns Abenteuer
- 195 Daniel Defoe, Leben und seltsame, überraschende Abenteuer des Seefahrers Robinson Crusoe
- 196 Heliodor, Die äthiopischen Abenteuer von Theagenes und Charikleia
- 197 Tschechische Erzähler (ausgew., übers. und eingel. von Rolf Ulbrich)
- 198 Conrad Ferdinand Meyer: Sämtliche Werke 1. (Einleitung v. Christfried Coler)
- 199 Conrad Ferdinand Meyer: Sämtliche Werke 2
- 200 Märchen der Deutschen Romantik. (Nachwort von Gerhard Muschwitz)

- 201 F.M. Dostojevski: Erzählungen
- 202 Émile Zola: Nana

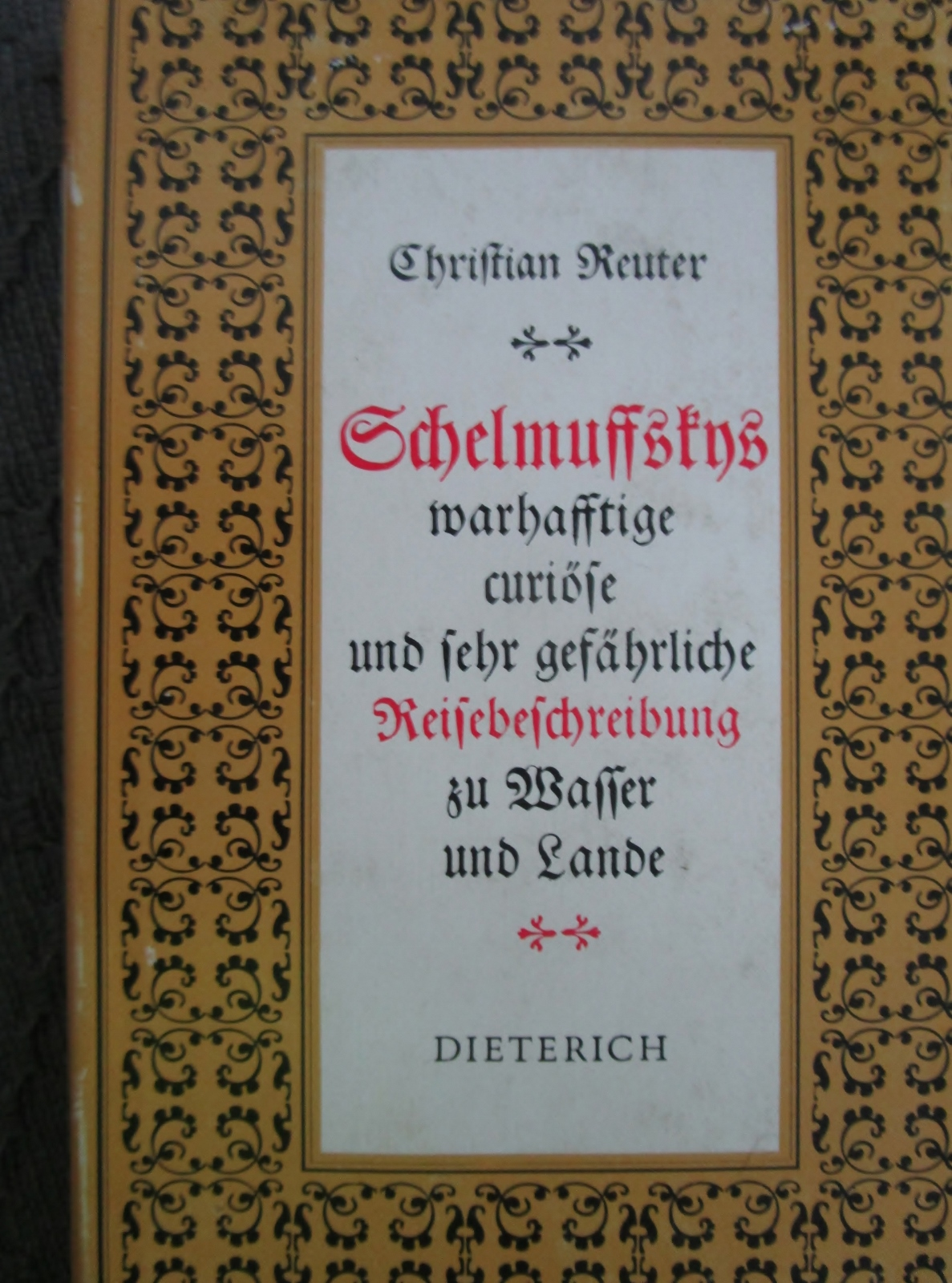
Band 346 der Sammlung Dieterich

- 203 Prosper Mérimée, Don Juan im Fegefeuer und andere Novellen
- 204 Ch.-A. Sainte-Beuve: Literarische Porträts (La Fontaine, Molière, La Bruyère, Le Sage, Diderot, Madame de Staël, Béranger, Balzac, Hugo)
- 205 Nikolai W. Gogol: Erzählungen. (Übers. von Ruth Fritze-Hanschmann. Nachwort von Eugen u. Frank Häusler)
- 206 Goncourt, Edmond de: Die Brüder Zemganno
- 208 Eduard Mörike: Werke und Briefe 1, (Hrsg. und eingeleitet von Hans-Heinrich Reuter)
- 209 Eduard Mörike: Werke und Briefe 2, (Hrsg. und eingeleitet von Hans-Heinrich Reuter)
- 210 Goncourt, Edmond de: Juliette Faustin
- 211 Stevenson, R. L.: Der Junker von Ballantrae
- 212 Smollett, Tobias G., Humphrey Clinkers denkwürdige Reise
- 213 Herman Melville: Israel Potter, Seine fünfzig Jahre im Exil. (Nachw. von Karl-Heinz Wirzberger)
- 214 Celestina : Tragikomödie von Calisto u. Melibea. Aus dem Span. von Egon Hartmann und F. R. Fries.
- 215 Pitaval, François Gayot de: Unerhörte Kriminalfälle
- 216 George Sand: Das Teufelsmoor / Die kleine Fadette
- 218 Alexandre Dumas fils: Die Kameliendame
- 219 Lukian: Vergnügliche Gespräche und burleske Szenen
- 220 Saar, Ferdinand von: Requiem der Liebe und andere Novellen
- 221 Oscar Wilde: Sämtliche Märchen und Erzählungen
- 222 Stephen Crane: Kleine Romane und Erzählungen
- 223 Alessandro Manzoni: Die Verlobten
- 224 Alessandro Manzoni: Die Verlobten
- 225 Gustave Flaubert: Bouvard und Pécuchet
- 226 Joachim Konrad: Die evangelische Predigt
- 228 Jüdischer Glaube. Eine Auswahl aus zwei Jahrtausenden. (Hrsg. von Kurt Wilhelm)
- 229 Italienische Gedichte aus acht Jahrhunderten: Zweisprachen-Ausgabe. Horst Rüdiger (Hrsg.)
- 232 Alexis de Tocqueville: Der alte Staat und die Revolution. (Hrsg. J. P. Mayer)
- 233 Heinrich von Kleist: Geschichte meiner Seele Ideenmagazin. Das Lebenszeugnis der Briefe. (Hrsg. Helmut Sembdner)
- 236 Humboldt, Alexander von: Kosmos und Humanität
- 238 Prezzolini, Giuseppe: Das Erbe der Italienischen Kultur
- 239 Hawthorne, Nathaniel: Der Marmorfaun
- 242 Lau Dse: Dau Dö Djing
- 243 Soledad. Das Spätwerk Góngoras (Übers. Fred Eggarter)
- 244 Strindberg im Zeugnis der Zeitgenossen. (Einleitung von Willy Haas)
- 245 Leo Delfos: Kulturgeschichte von Niederland und Belgien
- 246 Elizabeth Cleghorn Gaskell: Cranford. Roman einer wunderlichen kleinen Stadt.
- 247 Émile Zola: Thérèse Raquin. (Übers. Ewald Czapski; Nachwort von Erich Marx)
- 249 James J. Morier: Die Abenteuer des Hadschi Baba aus Isfahan (Nachwort von Albrecht Neubert)
- 250 Helmut de Boor: Das Nibelungenlied (zweisprachig). 1959
- 251 Alfred de Vigny, Laurette oder Das rote Siegel und andere Novellen
- 252 Bernardin de Saint-Pierre: Paul und Virginie. Die indische Hütte. (Anm. von Rudolf Marx)
- 253 Das Wiener Volkstheater in seinen schönsten Stücken (Adolf Bäuerle. Die Bürger in Wien. 1813. – Karl Meisl. Der lustige Fritz. 1818. – Ferdinand Raimund. Das Mädchen aus der Feenwelt. 1826. / Der Alpenkönig und der Menschenfeind. 1828. / Der Verschwender. 1834. – Johann Nestroy. Der böse Geist Lumpazivagabundus. 1833. / Einen Jux will er sich machen. 1842. / Freiheit in Krähwinkel)
- 254 Wilhelm Raabe: Erzählungen. (Hrsg. u. eingel. von Hans-Heinrich Reuter)
- 255 Skandinavische Erzähler von Andersen bis Strindberg
- 256 Alexander L. Kielland: Kätn Worse (aus dem Norwegischen von Friedrich Leskien)
- 257 Alexander L. Kielland: Garman & Worse. (Übers. von Marie Leskien-Lie)
- 258 Émile Zola: Lourdes
- 260 Lichtenberg, Georg Christoph, Aphorismen, Essays, Briefe (Hrsg. von Kurt Batt)
- 261 Apulejus: Der goldene Esel
- 262 Jonas Lie, Rutland : ein Seeroman
- 263 Alain-René LeSage: Gil Blas von Santillana 1
- 264 Alain-René LeSage: Gil Blas von Santillana 2
- 265 Dramen der Shakespearezeit (enthält Stücke von Thomas Kyd, Christopher Marlowe, Thomas Heywood, Ben Jonson, Francis Beaumont, John Fletcher, John Webster)
- 275 Mór Jókai: Der unglückliche Wetterhahn
- 276 Friedrich Huch: Pitt und Fox. Die Liebeswege der Brüder Sintrup. Ein Roman
- 277 Griechische Komödien – Aristophanes – Menander.
- 278 Jeremias Gotthelf, Erzählungen
- 279 George Meredith: Rhoda Fleming
- 280 August Strindberg: Erzählungen
- 281 Bang, Herman: Exzentrische und stille Existenzen
- 282 Gontscharow, I. A., Eine alltägliche Geschichte : Roman (Aus d. Russ. von Ruth Fritze-Hanschmann)
- 283 Catull: Sämtliche Gedichte
- 284 Melville, Herman: Redburn
- 285 Ambrose Bierce: bittere stories
- 290 Gustav Faber: Süditalien : Bild und Schicksal
- 291 Die sämtlichen Gedichte der Friederike Kempner. (Hrsg. Peter Horst Neumann)
- 294 Voltaire: Die Jungfrau
- 295 Michelangelo Buonarroti: Sonette (italienisch-deutsch)
- 299 Lateinische Gedichte : Mit Holzschnitten aus deutschen Frühdrucken
- 301 Brentano: Wunderbare Erzählungen und Märchen
- 302 Musset, Alfred de, Sämtliche Novellen und Erzählungen
- 303 Joseph Conrad: Taifun
- 304 Erzählungen der Antike (Herodot, Xenophon, Timaios, Livius, Petronius, Plinius d. J., Plutarch, Phlegon, Dion von Prusa, Lukian, Gellius, Apulejus, Philostratos, Älian u. a.)
- 306 François Rabelais: Gargantua und Pantagruel. I
- 307 François Rabelais: Gargantua und Pantagruel. II
- 308 Jugoslawische Erzähler, Von Lazarevic bis Andric. 1976
- 309 James, Henry, Daisy Miller
- 310 James, Henry, Das Raubtier im Dschungel
- 312 Heinrich Kraft: Die Kirchenväter bis zum Konzil von Nicäa
- 316 Vagantendichtung : lateinisch und deutsch (hrsg. und übertr. von Karl Langosch)
- 317 Italienische Novellen von Boccaccio bis zur Gegenwart
- 319 Italienische Erzähler von den Novelle antiche bis Gaetano Cioni / hrsg. von Rudolf Besthorn
- 321 Der Cid. Das altspanische Heldenlied (Hrsg. Fred Eggarter und Alfred Thierbach)
- 325 Tucker, Glenn: Tecumseh. Roten Mannes Ruhm und Erbe. Aus dem Amerikanischen übertragen und mit Nachwort versehen von Fritz Steuben.
- 329 Athenaios von Naukratis: Das Gelehrtenmahl. Aus dem Griech. von Ursula und Kurt Treu
- 330 Das Leben Kartlis : eine Chronik aus Georgien 300 – 1200 (hrsg. von Gertrud Pätsch)
- 331 Herman Bang, Die Vaterslandslosen
- 332 Zola, Emile: Rom
- 333 Marie von Ebner-Eschenbach: Geschichten aus Dorf und Schloss
- 334 Jack London Der Ruf der Wildnis und andere Erzählungen
- 335 Daniel Defoe, Die glückliche Mätresse oder Roxana
- 336 Stevenson, R. L.: Entführt oder Die Abenteuer David Balfours
- 338 Alphonse Daudet: Der kleine Dingsda. Geschichte eines Kindes
- 339 Hardy, Thomas: Schabernack des Schicksals
- 340 Skandinavische Erzähler von Lagerlöf bis Laxness (Hrsg. Leopold Magon und Klaus Möllmann)
- 341 Rudolf Besthorn [Hrsg.]: Das Rolandslied
- 342 Anatole France: Erzählungen
- 343 Prescott, William: Die Eroberung Mexikos
- 344 Prescott, William: Die Eroberung Perus
- 345 Edith Wharton: Der Unfall
- 346 Schelmuffskys wahrhafftige curiöse und sehr gefährliche Reisebeschreibung zu Wasser und Lande : und zwar die allervollkommenste und accurateste Edition in hochteutscher Frau Mutter Sprache eigenhändig und sehr artig an den Tag gegeben von E. S. (Christian Reuter. Hrsg. von Eberhard Haufe)
- 347 Juhani Aho, Schweres Blut
- 348 Das Leben Äsops. Aus dem Griech. von Günter Poethke.
- 349 Nathaniel Hawthorne:  Der Marmorfaun
- 350 Englische Essays aus drei Jahrhunderten (Hrsg. Anselm Schlösser)
- 351 Alexej M. Remisow: Prinzessin Mymra. Novellen und Träume
- 352 Eugène Fromentin: Dominique
- 353 Carleton, William: Familienschlacht in Knockimdowney. Erzählungen aus dem irischen Landleben
- 354 Die griechische Sagenwelt: Apollodors Mythologische Bibliothek
- 355 Wilhelm Raabe: Kloster Lugau
- 356 Jacob Burckhardt: Vorträge zu Kunst – und Kulturgeschichte. Erinnerungen an Rubens
- 357 Panait Istrati: Neranzula
- 358 August Strindberg: Plädoyer eines Wahnsinnigen
- 359 Dana, Richard Henry: Zwei Jahre vorm Mast
- 360 Die letzte Zigarre im „Arabischen Schimmel“ : ungarische Erzählungen (hrsg. von Heinrich Weisslin)
- 361 Zola, Emile: Paris
- 363 Giovanni Verga: Grausames Sizilien, Novellen
- 364 Grimm, Melchior: Paris zündet die Lichter an
- 365 Michail Scholochow, Erzählungen vom Don
- 366 Marmontel, Jean-François: Erinnerungen an Philosophen und Aktricen.
- 367 Seneca: Von der Seelenruhe (Kompilation)
- 368 Platon, Das Gastmahl oder über die Liebe (Übers. Renate Johne; Einleitung von Seidel/Eichler)
- 369 Johannes Linnankoski: Die Flüchtlinge
- 370 Deutschsprachige Erzähler des Mittelalters / [aus dem Mittelhochdeutschen übertr. und hrsg. von Manfred Lemmer]
- 371 Deutschsprachige Erzähler des 16. und 17. Jahrhunderts
- 372 Deutschsprachige Erzähler von Gottsched bis Nicolai
- 373 Deutschsprachige Erzähler von Schubart bis Hebel
- 375 Deutschsprachige Erzähler von Büchner bis Keller
- 376 Deutschsprachige Erzähler von Storm bis Saar
- 377 Deutschsprachige Erzähler von Hauptmann bis Kafka
- 378 Deutschsprachige Erzähler von Sternheim bis Anna Seghers
- 379 Die Saga vom weisen Njal
- 380 Plutarch: Lebensklugheit und Charakter. Aus den "Moralia".
- 381 George Eliot: Middlemarch
- 382 George Eliot: Middlemarch
- 383 Joseph Conrad: Erzählungen I
- 384 Joseph Conrad: Erzählungen II
- 387 Heinrich Heine: Reisebilder
- 390 Französische Erzähler von Lesage bis Mirabeau (Hrsg. Eberhard Wesemann)
- 395 Baltasar Gracián: Hand-Orakel und Kunst der Weltklugheit
- 396 Joseph Conrad: Lord Jim
- 397 Oswald von Wolkenstein: Leib- und Lebenslieder. (Aus dem Altdt. ausgew. und übertr. von Hubert Witt)
- 398 Ein Zwiegespräch : Erzählungen / Izchok Lejb Peres; Scholem Alejchem. (Aus dem Jidd. übertr. von Alexander Eliasberg)
- 399 Samuel Butler: Von Schwätzern, Schwärmern und Halunken. Charakterbilder und Aphorismen
- 400 Joseph Conrad: Almayers Wahn. Die Geschichte eines fernöstlichen Flusses
- 401 Jacob Burckhardt: Weltgeschichtliche Betrachtungen. Über geschichtliches Studium. Historische Fragmente
- 402 Theodor Storm: Vor Zeiten. Novellen
- 403 Wladyslaw St. Reymont: Das Gelobte Land, Erstes Buch
- 404 Wladyslaw St. Reymont: Das Gelobte Land, Zweites Buch
- 405 Joseph Conrad: Nostromo
- 406 William Shakespeare: Sonnets/Sonette. Deutsch von Stefan George
- 407 Elias Lönnrot: Der Wanderer : oder Erinnerungen an eine Reise zu Fuß durch Häme, Savo und Karelien anno 1828. (Aus dem Schwed. übertr., hrsg. und mit einem Vorw. von Gisbert Jänicke)
- 408 Edmond de Goncourt: Die Brüder Zemganno / Juliette Fausten
- 409 Ambrose Bierce: Ausgewählte Werke
- 410 Benjamin Constant: Adolphe – Cecile. Zwei Romane
- 411 Gustavo Adolfo Bécquer: Das Teufelskreuz
- 416 Jüdische Reisen im Mittelalter (Benjamin von Tudela; Petachja von Regensburg)
- 420 Christoph Columbus: Dokumente seines Lebens und seiner Reisen
- 421 Christoph Columbus: Dokumente seines Lebens und seiner Reisen
- 422 André Gide, Isabelle
- 428 Joseph Conrad: Sieg. Die Geschichte einer Insel